# Hub (Lauf an der Pegnitz)
Hub ([huːp] ) ist ein Gemeindeteil der Stadt Lauf an der Pegnitz im Landkreis Nürnberger Land (Mittelfranken, Bayern). Hub liegt in der Gemarkung Günthersbühl.

## Lage
Der Weiler liegt auf einer Hochebene. Die Kreisstraße LAU 16 führt nach Günthersbühl (1,1 km südlich) bzw. nach Neunhof zur Staatsstraße 2240 (1,4 km nordöstlich).

## Geschichte
Im 11. und 12. Jahrhundert wurden nördlich von Lauf ehemalige Waldflächen urbar gemacht. Dort entstand dann Hub. Der Weiler war damals Teil von Günthersbühl. Schon im Mittelalter existierte eine Forsthube im Ortsgebiet von Günthersbühl. Sie diente der Verwaltung eines Forstbezirkes im Sebalder Reichswald.
Am 1. Juli 1971 wurde die Gemeinde Günthersbühl mit ihrem Gemeindeteil Hub in die Stadt Lauf an der Pegnitz eingegliedert.

## Politische Zugehörigkeiten
- Reichsamt Heroldsberg (bis 1279)
- Gericht und Amt Neunhof (bis 1405)
- Pflegamt Lauf (seit 1504)
- preußische Besatzung (1796 bis 1810)
- Königreich Bayern  (ab 1811)
- Bezirk Erlangen (bis 1843)
- Bezirk Lauf (ab 1843)
- Stadt Lauf (ab 1971)